# Battaglia del Morbihan
La battaglia del Morbihan, o battaglia del Veneticus Sinus (golfo Venetico), fu un evento della conquista da parte di Cesare della Gallia, e vide il primo scontro navale dei Romani nell'Atlantico.

## Antefatto
Nel 57 a.C., Cesare, sconfitti i Belgi e i Germani, aveva ormai il dominio completo della Gallia, ma nel 56 a.C. alcune popolazioni si ribellarono, e la loro coalizione era guidata dai Veneti, un popolo marittimo stabilitosi sulle coste tra la Bretagna e l'Aquitania. La loro principale forza era nella flotta, che Cesare descrive nel De Bello Gallico:
(Cesare, De bello Gallico, III, 13)
Inoltre, Cesare non poteva attaccare le città dei Venéti perché esse erano protette dalla bassa e alta marea. Decise così di affidarsi a uno scontro navale e affidò la flotta a Decimo Bruto.

## Svolgimento
Nell'estate del 56, la flotta dei venéti, composta da 220 navi, si diresse verso il golfo Venético, dove si scontrò con la flotta romana.
Dopo un lungo combattimento, la vittoria venne solo grazie all'uso di pertiche, con le quali i soldati romani tagliavano le corde che sostenevano le vele delle navi, immobilizzandole, essendo esse mosse solamente a vela. Ecco come Cesare descrive lo scontro nel De Bello Gallico:
(Cesare, De bello Gallico, III, 14)
Alla fine del combattimento, i Venéti tentarono quindi la fuga, ma una bonaccia improvvisa li immobilizzò. Con questa vittoria, Cesare riuscì a ottenere la resa delle città venéte.